# Solenopsis weiseri
Solenopsis weiseri är en myrart som beskrevs av Auguste-Henri Forel 1914. Solenopsis weiseri ingår i släktet eldmyror, och familjen myror. Inga underarter finns listade i Catalogue of Life.